# ديبرا هامل
ديبرا هامل (بالإنجليزية: Debra Hamel)‏ هي مؤرخة العصور القديمة الكلاسيكية ‏ أمريكية، ولدت في 1964 في نيو هيفن في الولايات المتحدة.

## وصلات خارجية
- الموقع الرسمي